# Pomas
Pomas település Franciaországban, Aude megyében. Lakosainak száma 985 fő (2022. január 1.). Pomas Cépie, Couffoulens, Montclar, Pieusse, Rouffiac-d’Aude, Saint-Hilaire és Verzeille községekkel határos.

## Népesség
A település népessége az elmúlt években az alábbi módon változott:
| Lakosok száma | 501  | 491  | 570  | 725  | 850  | 875  | 887  | 899  | 920  | 985  |
|               | 1968 | 1982 | 1990 | 2006 | 2013 | 2015 | 2017 | 2019 | 2020 | 2022 |